# Barra Velha
Barra Velha é um município brasileiro do estado de Santa Catarina. Localiza-se a uma latitude 26º37'56" sul e a uma longitude 48º41'05" oeste, estando a uma altitude de 35 metros. Sua população estimada em 2023 foi de 45.300 habitantes.

## História
No século passado, a iluminação pública era possível graças ao aproveitamento do óleo de baleia. A antiga região da Armação era um celeiro de baleias e, nessas águas, a pesca era atividade predominante.
Os pescadores valiam-se, no Porto de Itapocorói, da segurança, da calmaria de suas águas, para conseguir maior êxito nas armadilhas para a pesca da baleia.
O Imperador D. Pedro I doou uma gleba de terra ao norte de Santa Catarina, precisamente onde hoje esta localizado o município de Barra Velha, ao corajoso pescador Joaquim Alves de Brito, que destacou-se pela iniciativa de enviar grande quantidade de óleo de baleia para o Rio de Janeiro.
De colonização açoriana, as primeiras famílias chegaram aqui nos meados do século passado. Ainda existem vestígios de um antigo cemitério açoriano na margem esquerda da lagoa de Barra Velha, quase na barra do Rio Itapocu.
Diz a lenda que o mar calmo da Praia do Grant foi refúgio de piratas antes da praia pertencer ao inglês Mister Grant.
Na Praia do Costão, o Cruzeiro dos Náufragos marca um fato histórico, ocorrido em 1865, quando alguns combatentes que retomavam da Guerra do Paraguai ali naufragaram.
A data da sua emancipação política foi em 7 de dezembro de 1961. 

## Estrutura

### Transporte
Transporte Coletivo Municipal
Possui sistema de transporte municipal.
Transporte Coletivo Intermunicipal
O Terminal Rodoviário funciona na Avenida Governador Celso Ramos, 755.
As empresas que operam atualmente são: Auto Viação Catarinense Ltda., Empresa Santo Anjo da Guarda Ltda., Reunidas S.A. Transportes Coletivos, Empresa União Cascavel de Transporte e Turismo Ltda. – Eucatur, Auto Viação Rainha Ltda., Viação Nossa Senhora dos Navegantes Ltda., Viação Verdes Mares Ltda., Viação Canarinho Ltda..

## Turismo
Possui um clima muito agradável, principalmente no verão, com belas praias. É um município que se destaca, entre os demais do estado de Santa Catarina, pelas belas praias que possui, e por uma lagoa com aproximadamente 10 kms de extensão, própria para a prática de esportes náuticos.
A atividade pesqueira é um setor que chama a atenção dos turistas, podendo-se comprar pescados diretamente dos barcos de pesca; a prática da pesca esportiva também atrai visitantes de várias regiões do país.
No município também há o famoso morro do Cristo, onde há um mini Cristo Redentor,uma parada obrigatória para todos os turistas, lá se encontra um local familiar com um mirante, lanchonetes, bancos, lunetas e uma vista incrível da praia. 

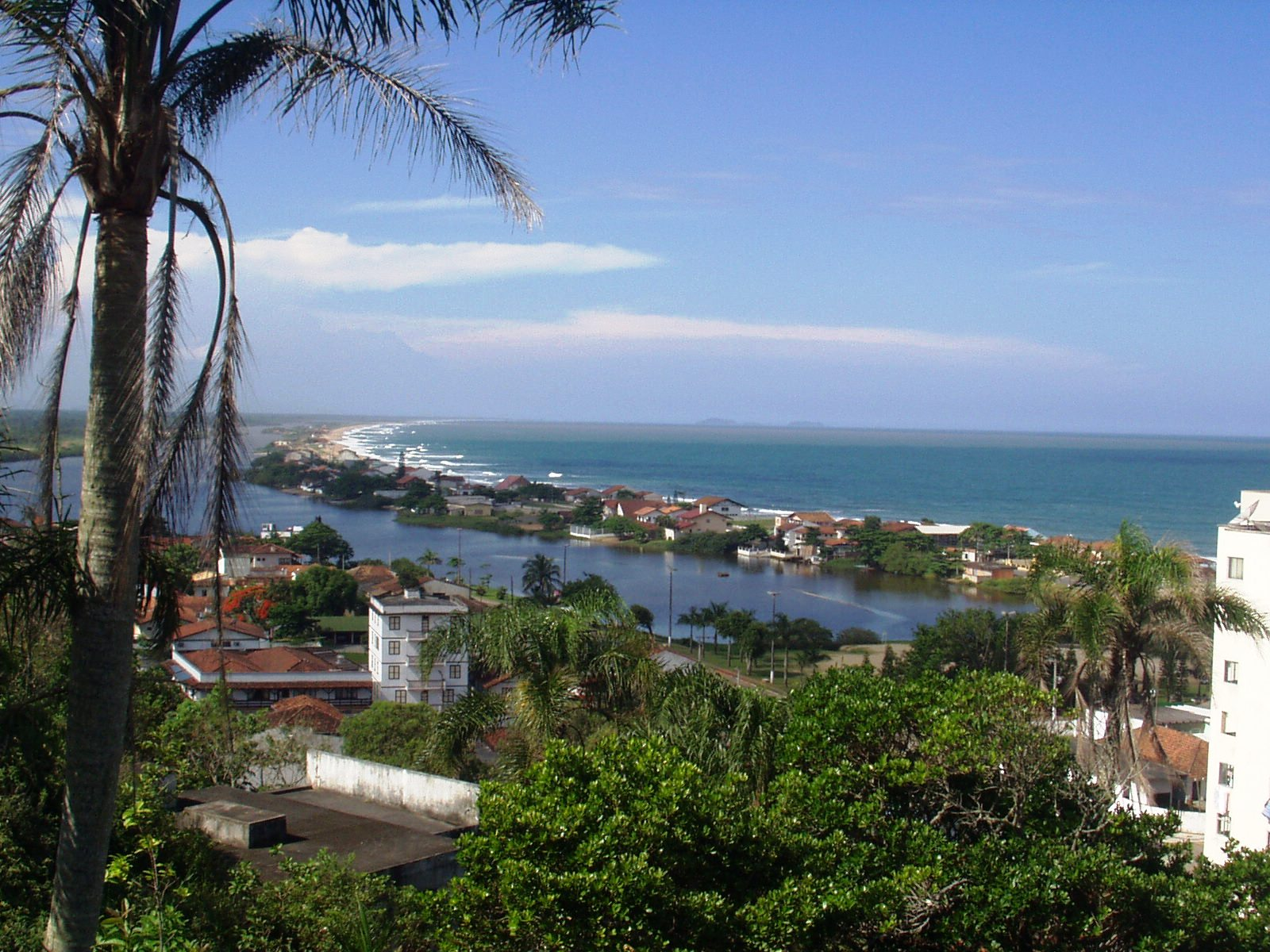
Vista do Morro do Cristo

Possui o Parque Natural Municipal Caminho do Peabirú, considerada uma área de alta relevância ecológica, uma vez que representa um extenso remanescente de restinga arbórea. Apesar do PNM ocupar uma área relativamente pequena (422,4 ha), apresenta uma relevante qualidade ambiental, com vegetação secundária em estágio médio e avançada de regeneração. Além da qualidade de sua vegetação, por se tratar de uma unidade de conservação urbana, traz benefícios consideráveis ao ambiente da cidade. No que diz respeito à fauna do PNM e do entorno, foram registradas 38 de anfíbios, 40 répteis, 133 aves e 58 de mamíferos, perfazendo um total de 269 espécies.
Todos os anos cresce o número de visitantes ao município, o que faz com que seu comércio se atualize ano a ano. Grandes cidades próximas:  Blumenau, Brusque, Jaraguá do Sul, Itajaí e Joinville.

### Festa Nacional do Pirão
A maior festa de Barra Velha. Com aproximadamente cinco dias de festa e sempre no feriadão de 7 de setembro, a Festa Nacional do Pirão (FENAPIR) é uma das maiores celebrações do norte de Santa Catarina e já tem espaço fixo no calendário barravelhense e Catarinense. Criada pelo então Prefeito na época o Sr. Orlando Nogaroli e o saudoso ator Fausto Rocha Junior, secretário de Turismo em 1997, a festa é palco de shows nacionais, gastronomia com base no pirão (carro chefe) e frutos do mar.